# دنیل اولدرا
دنیل اولدرا (انگلیسی: Daniel Oldrá؛ زادهٔ ۱۵ مارس ۱۹۶۷) بازیکن فوتبال اهل آرژانتین است.
از باشگاه‌هایی که در آن بازی کرده‌است می‌توان به باشگاه فوتبال گودوی کروز، باشگاه فوتبال ریور پلاته، و باشگاه فوتبال بلومینگ اشاره کرد.